# Вчитель (роман)
«Вчитель» (англ. The Professor) — це перший роман Шарлотти Бронте. Він був написаний перед «Джейн Ейр» і відкинутий багатьма видавництвами, але зрештою надрукований посмертно в 1857 році. Книга розповідає історію юнака, Вільяма Крімсворта. Описується його дорослішання, любов і кар'єра вчителя в школі для дівчаток. Основою для книги стало перебування Шарлотти Бронте в Брюсселі, де вона вивчала мови 1842 року.

## Сюжет
Юнак, якого звати Вільям Крімсворт змушений шукати роботу, тому що його фінансове становище похитнулося. Він вирушає працювати клерком до свого рідного брата, який холодно приймає його і тримається усунуто, тиранячи Вільяма. Через деякий час Вільям знаходить друга, якого звуть Йорк Хансден, який радить йому вирушити на Континент викладати англійську мову. Вільям так і вчинив. У новій школі, де директоркою працює Зораїда Рюте, Вільям зустрічає здібну і скромну ученицю Френсіс Анрі. Згодом він розуміє, що кохає її, але їхній статус вчителя-учениці не дозволяє бути їм разом.

## Персонажі
- Вільям Крімсворт (англ. William Crimsworth)
- Чарльз (англ. Charles)
- Едвард Крімсворт (англ. Edward Crimsworth)
- Хансден Йорк (англ. Hunsden Yorke Hunsden)
- Мосьє Пеле (фр. Monsieur Pelet)
- Зораїда Рюте (фр. Zoaïde Reuter)
- Френсіс Еванс Анрі (фр. Frances Evans Henri)